# Nueva República (Rumanía)

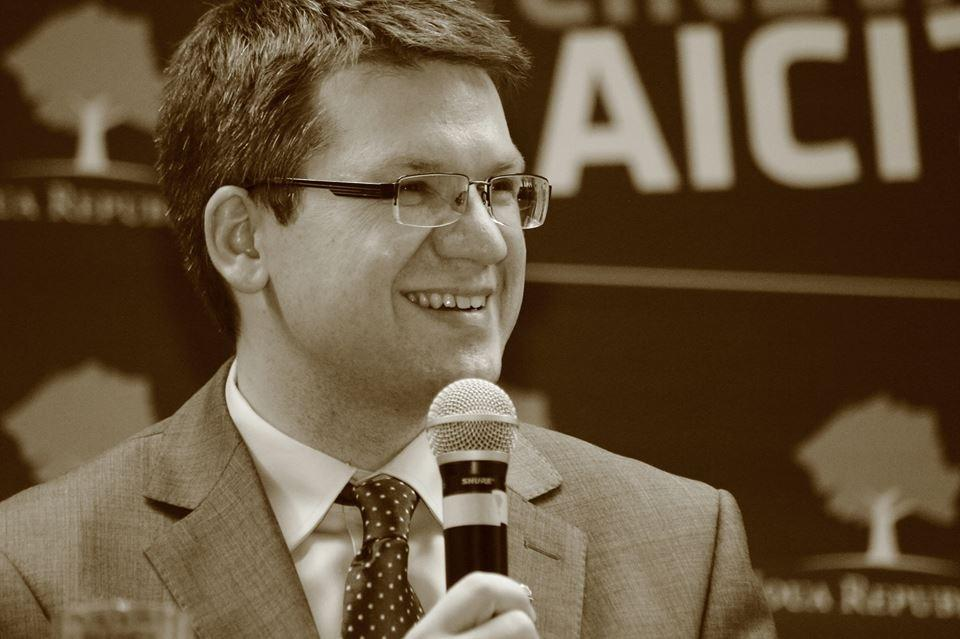
Mihail Neamtu, Presidente de Noua Republica

Noua Republică (la Nueva República en español), es un partido político de centro-derecha de Rumania. Se formó en el 23 de junio de 2012. Su actual presidente es Mihail Neamtu.

## Ideología
La Nueva República se da a conocer como un partido democrático de centro reformista teniendo entre sus objetivos el progreso y la cohesión social, la modernización, la solidaridad y la tolerancia así como la igualdad de oportunidades entre las personas. Defiende también la unidad nacional de Rumania y se considera abiertamente a favor del proyecto europeo.
Sus visiones económicas se caracterizan por proponer, dentro de una economía de mercado, una política económica centrada en el ciudadano, el inversor y el emprendedor, mediante reformas que adapten al país a los cambios de un mundo globalizado. También defienden unas administraciones públicas austeras con presupuestos equilibrados.

## Composición
Esta es la composición del comité ejecutivo nacional del NR salida del primero congreso:
Presidente fundador: Mihail Neamtu
Vicepresidente ejecutivo: Valeriu Todirascu
Secretario general: Țino Cazimir
Vicepresidentes: Vasilache Mihnea Ion, Cujbă Radu, Ofițeru Augustin, Popa Nicolae